# Mona Maris
Mona Maria Emita Cap de Vielle, ou Mona Maris (Buenos Aires, 7 de novembro de 1903 – Buenos Aires, 23 de março de 1991) foi uma atriz argentina de cinema, que atuou em diversos filmes nos Estados Unidos e na Alemanha.

## Biografia
Sua mãe era uma espanhola basca e seu pai um francês basco. Maris foi educada na Inglaterra, França, e Alemanha, e aos 19 anos falava quatro línguas.
Sua paixão pelo cinema começou durante a Primeira Guerra Mundial, quando ela era aluna em Luders, na França. Ao lado de outras colegas de classe, ela escreveu, dirigiu e atuou em produções curtas para entreter soldados que estavam acampados perto de sua escola. Posteriormente foi para a Inglaterra, onde foi protegida do cientista Guglielmo Marconi.
Posteriormente foi para Berlim, onde participou da U.F.A. Productions, onde atuou em alguns filmes, sob a direção de Richard Elchberg.
Joe Schenck, presidente da United Artists, ofereceu a ela a perspectiva de uma carreira em Hollywood, e ela foi para a United Artists em 31 de dezembro de 1928.  Na época, o cinema americano estava tentando conquistar as platéias da América Latina, introduzindo no mercado da América do Sul e Central alguns filmes falados em espanhol, assim como versões espanholas de filmes americanos. Para tanto, introduziu atores latino-americanos no seu elenco.
Maris teve dificuldades em sua carreira, por não falar inglês fluente, apesar de falar bem o espanhol, o francês e o alemão. Entre 1931 e 1941, ela estrelou dezenove versões em espanhol de sucessos americanos, que foram produzidas pela Fox Film Company. Surpreendentemente, em 1940 ela apareceu em um filme propaganda pró-nazista, intitulado "The Eternal Jew".
Maris foi casada duas vezes. Seu primeiro casamento foi durante sua estadia na Europa, e acabou quando ela foi para os Estados Unidos. Seu segundo casamento foi com o diretor Clarence Brown. Faleceu de problemas pulmonares em 1991.

## Filmografia
- The Apache (“O Apache”) (1925) – na Inglaterra.
- Der Fuerst von Papenheim (“Perfumes, Flores e Beijos”) (1927) – na Alemanha, ao lado de Werner Fuetterer.
- Die Liebeigener (“Os Escravos do Volga”) (1928) – na Alemanha, ao lado de Harry Holm.
- Der Marquis von Eon (“O espião de Pompadour”) (1928) – na Alemanha.
- Die Drei Frauen von Urban Hell (1928) – na Alemanha.
- La Bonne Hotesse (1928) – Direção de Jeanne Bruno Ruby.
- Romance do Rio Grande (“Romance do Rio Grande”) (1929) – Direção de Alfred Santell.
- Under a Texas Moon (“Don Juan do México”) (1930) – nos EUA, sob direção de Michael Curtiz.
- Arizona Kid (“Arizona Kid”) (1930) – Direção de Alfred Santell.
- One Mad Kiss (“Loucuras de um Beijo”) (1930) – Direção de Marcel Silver. Ao lado de Jose Mojica.
- El Precio de um Beso (“Loucuras de um Beijo”) (1930) – versão espanhola de One Mad Kiss.
- Del Mismo Barro (“Argila Humana”) (1930)
- Ladron de Amor (“Domador de Mulheres”) (1930)
- A Devil With Women (“O Querido da Mulheres”) (1930).
- The Seas Beneath (“Sob os Mares”) (1931) – Direção de John Ford.
- Quando el Amor Rie (1931) – na Espanha.
- The Passionate Flumber (“Salve-se Quem Puder”) (1932) – ao lado de Buster Keaton.
- South of the Rio Grande (“O Terror dos Bandoleiros”) (1932) – ao lado de Buck Jones.
- Man Called Back (1932)
- Once in a Lifetime (“Uma Vez só na Vida”) (1932)
- Death Kiss (1932) – ao lado de Bela Lugosi.
- El Caballero de la Noche (“O Cavaleiro da Noite”) (1933).
- Una Viuda Romantica (“Uma Viúva Romântica”) (1933) – com Gilbert Roland.
- La Melodia Prohibida (“A Melodia Proibida”) (1933)
- Secrets (“Segredos”) (1933) – Direção de Frank Borzage, com Leslie Howard e Mary Pickford.
- White Heat (1934) – com Virgínia Cherril.
- Kiss and Make-up (“O Templo da Beleza”) (1934) – com Cary Grant.
- No Dejes la Puerta Abierta (“Não Deixes a Porta Aberta”) (1934) – com Raul Roulien.
- Yo, Yu e Ella (1934)
- Un Capitan de Cosacos (“Um Capitão de Cossacos”) (1934)
- Cuesta Abajo (“O Amor Obriga”) (1934) – com Carlos Gardel.
- El Cantante de Napoles (“O Cantor de Nápoles”) (1934) – com Enrico Caruso.
- Três Amores (1935)
- Asegure a Su Mujer (1935)
- Flight from Destiny (“Fugitivos do Destino”) (1941) – de Vincent Sherman, com Geraldine Fitzgerald.
- Underground (“A Voz da Liberdade”) (1941)
- Law of the tropics (“Se a Lua Contasse”) (1941) – ao lado de Constance Bennet.
- A Date With the Falcon (“Um Encontro com o Falcão”) (1941) – ao lado de George Sanders.
- My Gal Sal (“Minha Namorada Favorita”) (1942) – de Irving Cummings, com Rita Hayworth.
- Married an Angel (“Casei-me com um Anjo”) (1942)
- Pacific Rendez-vous (“Encontro no Pacífico”) (1942) – de George Sidney, com Lee Bowman.
- Berlin Correspondent (“Correspondente em Berlim”) (1942) – com Dana Andrews.
- Tampico (“Tampico”) (1944) – com Edward G. Robinson.
- The Desert Hawk (“O Falcão do Deserto”) (1944) – seriado com Gilbert Roland.
- The Falcon in México (“O Mistério do Morto”) (1944)
- Heartbeat (“O Bater de um Coração”) (1946) – de Sam Wood, com Ginger Rogers.
- Monsieur Beaucaire (“Monsieur Beaucaire”) (1946) – de George Marschall, com Bob Hope.
- Los Vengadores (1949)
- The Avengers (“A Vingança de El Mocho”) (1950)
- La Mujer de las Camélias (1953)
- Camilla (“Camila”) (1984) – direção de Maria Luiza Bemberg – seu último filme, argentino.